# AFR AI D
AFR AI D – czwarty album studyjny solowy Mariusza Dudy reprezentujący progresywną muzykę elektroniczną, wydany w listopadzie 2023 przez Kscope / Snapper Music / Mystic Production. Jest muzycznym rozważaniem na temat lęku przed sztuczną inteligencją. Nominacja do Fryderyka 2024 w kategorii Album Roku Elektronika.

## Lista utworów
Opracowano na podstawie materiału źródłowego.
1. „Taming Nightmares” – 7:19
2. „Good Morning Fearmongering” – 5:13
3. „Fake Me Deep, Murf” – 4:48
4. „Bots' Party” – 5:00
5. „I Love to Chat With You” – 3:42
6. „Why So Serious, Cassandra” – 4:56
7. „Mid Jorney to Freedom” – 3:08
8. „Embracing the Unknown” – 7:59

## Twórcy
- Mariusz Duda - kompozycje, instrumenty
- Mateusz Owczarek - gitara elektryczna
- Hajo Müller - projekt graficzny
- Robert Szydło - mastering
- Magda i Robert Srzedniccy - realizacja dźwięku